# Allan Warren
Michael Allan Warren (Londra, 26 ottobre 1948) è un fotografo, scrittore e attore britannico, famoso per i suoi ritratti fotografici fatti fra gli anni sessanta e gli anni ottanta.

## Opere
- Nobs & Nosh – Eating with the Beautiful People, 1974
- Confessions of a Society Photographer, 1976
- The Dukes of Britain, 1986
- The Lady of Phillimore Walk (play), 1991
- Dukes, Queens and Other Stories, 1999
- Strangers in the Buff, agosto 2007
- Carpet Dwellers, ottobre 2007
- Nein Camp, dicembre 2012